# Barycz (rivière)
Pour les articles homonymes, voir Barycz.
La rivière Barycz, en allemand : Bortsch, est une rivière de Pologne, se situant à l'ouest du pays. Elle se jette dans l'Oder dont elle est un affluent.

## Géographie
La rivière Barycz a une longueur totale de 139 km et une superficie totale de bassin de 5 526 km2. Elle commence dans les zones humides, à proximité de Ostrów Wielkopolski, et se termine dans le fleuve Oder, dans le voisinage de Wyszanów, près des sites Szlichtyngowa. La rivière coule près de la frontière nord des quartiers historiques de la Basse-Silésie et de la Grande Pologne.

## Divers
Les innombrables étangs, le long de la Barycz, produisent une des meilleures carpes de Pologne.